# Macroetra cera
Macroetra cera là một loài ruồi trong họ Asilidae. Macroetra cera được Londt miêu tả năm 1994. Loài này phân bố ở vùng nhiệt đới châu Phi.